# يولكينو
يولكينو (بالروسية: Ёлкино) هي مدينة في مقاطعة سفيردلوفسك أوبلاست في روسيا.
يبلغ عدد سكانها حوالي 1271 نسمة.